# Терновка (Белгородская область)
Терновка — село в Яковлевском районе Белгородской области России, центр Терновского сельского поселения.

## География
Село расположено на правом берегу реки под названием Липовый Донец (бассейна Дона), в 3,4 км по прямой к востоку от районного центра, города Строителя, в 6,8 км по прямой к северу от северных окраин города Белгорода. Ближайшие населённые пункты: село Шопино, непосредственно примыкающее с юга; хутора Красный Восток и, чуть выше по руслу, Калинин на противоположном, левом, берегу Липового Донца — на востоке; село Вислое, непосредственно примыкающее с севера.

## История
По документам подворной переписи осени 1884 года: Белгородского уезда Шопинской волости слобода Терновка — 272 двора «крестьян собственных бывших Шереметева», грамотных 72 муж. из 61 семьи; земельный надел 1180,4 десятины («150 десятин глины, остальное — чернозем»), в том числе усадебной и пахотной 924,1 десятин, выгонной 7 десятин, лесной 152,7 и неудобной 96,6 десятины; у крестьян — 300 рабочих лошадей с 67 жеребятами, 206 коров («в 1880 году пало 300 коров») и 136 телят, 1063 овцы и 157 свиней, 11 домохозяев держали пчел — 272 улья; в слободе — 20 «промышленных заведений», кабак.
Терновскую школу открыли «по инициативе общества» в 1880 году.
В начале 1900-х годов — Белгородского уезда Шопинской волости деревня Терновка — 305 дворов «бывших помещичьих крестьян», в деревне — 107 безлошадных дворов, но все дворы с наделами земли.
В декабре 1924 года в селе Терновке Белгородского уезда было «зарегистрировано товарищество по совместной обработке земли (ТОЗ) имени Ворошилова».
С июля 1928 года село Терновка числилось в Шопинском сельсовете Белгородского района.
В годы Великой Отечественной войны село захватывалось немецко-фашистскими войсками.
Во второй половине 1950-х годов село Терновка в Гостищевском районе — центр Терновского сельсовета: села Вислое, Терновка и Шопино, хутора Ерик, Жданов, Калинин, Красный Восток и Редин.
В декабре 1962 года Гостищевский район «ликвидировали», и Терновский сельсовет возвратился в Белгородский район.
В январе 1965 года был образован Яковлевский район, и Терновский сельсовет вошел в его состав.
В 1997 году село Терновка — центр Терновского сельского округа: села Вислое, собственно Терновка и Шопино, хутора Жданов, Калинин и Красный Восток.
В 2010 году село Терновка — центр Терновского сельского поселения (3 села и 2 хутора) Яковлевского района.

## Население
X ревизия в 1858 году записала в слободе Терновке Белгородского уезда «1081 душу мужскаго пола».
Осенью 1884 года подворная перепись учла в Терновке 1545 жителей (790 мужчин, 755 женщин).
К 1890 году в «деревне Терновке» — 1689 жителей (858 мужчин, 831 женщин).
В начале 1900-х годов — 2075 жителей (1049 мужчин, 1026 женщин).
На 1 января 1932 года в селе — 1458 жителей.
По сведениям переписей населения в селе Терновке на 17 января 1979 года — 824 жителя, на 12 января 1989 года — 991 (475 мужчин, 516 женщин), на 1 января 1994 года — 325 хозяйств и 1263 жителя. В 1999 году в Терновке — 1318 жителей, в 2001 году — 1238.
| 2002 | 2010  |
| ---- | ----- |
| 1247 | ↗1340 |

## Инфраструктура
В начале 1990-х годов Терновка оставалась центром колхоза им. Свердлова (в 1992 году 594 колхозника), занятого растениеводством и животноводством. По состоянию на 1995 год в селе — СПК «Терновский» (бывший колхоз, ныне молочный комплекс), агрофирма «Белэнергомаша», 15 фермерских хозяйств, строительная компания «Стройремонтсервис», несколько ИЧП (производство стеновых блоков, сантехнические работы), медпункт, Дом культуры, средняя школа.

## Интересные факты
- В земском отчете конца XIX века имеется следующее описание социально-экономического быта Терновки:

«Нищих в селении насчитывается до 70 человек - цифра, прекрасно характеризующая экономическое благосостояние слободы Терновки... Малоземелье способствовало развитию промыслов, которыми занимается в общине около 88% всех наличных работников; из промыслов особенно распространены: гончарное производство, торговля горшками, работа на мойках и каменщиками; бабы ходят на свекловичные плантации».
- До открытия в Терновке школы во второй половине XIX века «обучением детей занималась монашка». Деревянное здание «устроено обществом специально для школы, с квартирой учителя. Классная комната достаточно просторна для настоящего числа учеников (35, по состоянию на 1884 год); света достаточно. Библиотека состоит из 230 экземпляров учебных и неучебных книг... Книгами для внеклассного чтения пользуются и посторонние взрослые. Занятия ведутся с 15 октября до 1 мая, ежедневные- с 9 часов до 2-х, уроки часовые. Учитель оканчивал курс духовного училища, имеет свидетельство на звание учителя».
- В 1943 году Терновка и соседние Гостищево, Шопино, Беломестное в жестоком противоборстве с врагом освобождала стрелковая дивизия под командованием генерал-лейтенанта П.Д. Говорущенко. После войны комдив стал почетным гражданином села Терновки[2].